# Новодворский, Станислав
Станислав Новодворский, пол. Stanisław Nowodworski (11 октября 1873, Варшава — 22 сентября 1931, Варшава) — юрист, политик, общественный деятель, министр юстиции, президент Варшавы, сенатор.

## Биография
После окончания гимназии в Варшаве, поступил на юридический факультет Санкт-Петербургского государственного университета, который закончил в 1897 году. Вернулся в Варшаву, где получил должность в окружном суде и в 1903 году был назначен присяжным адвокатом.
С 1907 года участвовал в деятельности Общества христианских рабочих. В 1914-1915 годах член общественного комитета города Варшавы, а в период с августа до 11 сентября 1915 года был прокурором трибунала при общественном комитете. Затем участвовал в народной милиции. В 1916 году избран членом совета Варшавы.
Один из основателей Христианско-Народного движения, которое в период с ноября 1916 по октябрь 1918 года представлял в Межпартийном политическом собрании.
13 января 1917 года был арестован немцами и содержался в тюрьмах в Лаубене и Модлине.
Весной 1919 года снова стал членом совета Варшавы. 1 апреля 1919 года получил назначение на пост судьи апелляционного суда. В период с 24 июля 1920 по 19 июня 1921 года был министром юстиции в правительстве Винценты Витоса. 28 ноября 1921 года стал президентом Варшавы. Подал в отставку с этого поста 7 декабря 1922 года, из-за назначения членом высшего административного трибунала. 12 ноября 1922 года был избран (по списку Народной христианской партии труда) сенатором Польши. С 28 мая 1923 года по 15 декабря 1923 года, снова был министром юстиции. В мае 1926 года отказался от мандата сенатора, в связи с назначением судьёй Верховного суда. 29 октября 1926 года стал членом компетенционного трибунала, а в 1930 году вице-президентом конференции судов и прокуратур Польской республики.
Похоронен на варшавском кладбище Повонзки.